# 화촌초등학교
화촌초등학교는 대한민국 강원특별자치도 홍천군 화촌면 성산리에 있는 공립 초등학교이다.

## 학교 연혁
- 1925년 7월 1일 화촌공립보통학교 설립 개교
- 1938년 4월 1일 화촌공립심상소학교로 개칭
- 1941년 4월 1일 화촌공립국민학교로 개칭
- 1981년 3월 2일 병설유치원 개원
- 1994년 2월 15일 율촌분교장 통폐합
- 1996년 3월 1일 화촌초등학교로 명칭 개칭
- 1997년 3월 1일 벌촌분교장 통폐합
- 2015년 2월 13일 제84회 졸업식 거행 - 6명 졸업(총 2,609명 졸업)
- 2015년 3월 1일 제26대 박희만 교장 부임
- 2017년 3월 2일 제92회 입학식 거행-4명 입학

## 학교 상징
- 교화 - 목련 : 희고 맑음은 모든 이에게 순결함을 주며 탐스럽고 깨끗하게 피어나듯 희망을 갖고 뻗어나가는 화촌 어린이의 표상이다.
- 교목 - 향나무 : 언제나 푸르고 높이 자라 저 넓고 높은 하늘을 꿰뚫는 듯한 기상은 무럭무럭 자라나는 우리들의 모습이다.

## 참고 자료
- 화촌초등학교 - 한국교육학술정보원 학교알리미